# Eubazus discrepans
Eubazus discrepans är en stekelart som beskrevs av Papp 2005. Eubazus discrepans ingår i släktet Eubazus och familjen bracksteklar. Inga underarter finns listade i Catalogue of Life.